# Monteu da Po
Monteu da Po (piemontiul: Montèu) egy olasz község a Piemont régióban, Torino megyében.

## Fekvése
Torinótól kb. 30 km-re található a Monferrato-vidék északi dombjain. Cavagnolo, Brusasco, Lauriano és Verolengo községekkel határos. A fasizmus idején egyesítették Laurianoval. 

## Látványosságok
- Monteu da Po területén tárták fel Industria-Bodincomacus római város maradványait